# Sangri
Sangri è una città della prefettura di Shannan nella Regione Autonoma del Tibet. È il capoluogo della contea di Sangri.